# Fernaldia pandurata
Fernaldia pandurata är en oleanderväxtart som först beskrevs av A. Dc., och fick sitt nu gällande namn av R. E. Woodson. Fernaldia pandurata ingår i släktet Fernaldia och familjen oleanderväxter. Inga underarter finns listade i Catalogue of Life.